# اونترشپروالد
اونترشپروالد (به آلمانی: Unterspreewald) یک شهر در آلمان است که در دامه-اشپریوالد واقع شده‌است. اونترشپروالد ۸۵۷ نفر جمعیت دارد.